# Leopold Pokorný
Leopold Pokorný (8. května 1904 Znojmo – 4. dubna 1937 při obraně Madridu), byl český interbrigadista a funkcionář třebíčského dělnického tělovýchovného hnutí.

## Život
Leopold Pokorný byl jedním ze tří synů obuvnického dělníka Josefa Pokorného. Ten se svou rodinou přišel do Třebíče v roce 1916. Zabydleli se v třebíčských Židech. Leopold měl zájem o skauting a tělovýchovu, práci s mladými. Nastoupil na základní vojenskou službu, kde dosáhl hodnosti poddůstojníka, za držení marxistické literatury však byl odsouzen ke 14 dnům vězení.
V roce 1923 vstoupil do Komunistické strany Československa. Příští rok byl jedním z hlavních organizátorů celostátního srazu Spartakových skautů práce v Třebíči. Pro své politické přesvědčení a formy jeho projevu míval konflikty s četnictvem. Během své krátké profesní kariéry několikrát změnil zaměstnání (obuvnická dílna v Chotěboři, třebíčská obuvnická společnost Busi, stavební firma Kosík-Herzán, společnost Baťa v Třebíči-Borovině, firma All Right na Stařečce); v roce 1936 přišel o práci. Ještě téhož roku si požádal o vystavení pasu do ciziny. Dne 4. ledna 1937 na druhý pokus opustil území republiky a odjel do Španělska. Zúčastnil se bojů na řece Jaramě a Tajuně; na frontě při posléze uvedené řece padl při provádění odvážného výpadu. Pohřben byl ve městě Morata de Tajuña.
Dochované svědectví spolubojovníků:
| „ | 4. dubna 1937 byl polský prapor Dombrowski a americký prapor vystaven soustředěné palbě ze strany fašistů. Soudruh Grebezarov, velitel Dimitrova praporu, aby pomohl Polákům a Američanům, rozhodl se vyvolat protiútok. Akce byla velmi riskantní, proto se jí zúčastnili pouze dobrovolníci. Leopold Pokorný se přihlásil mezi prvními. Dobrovolníci vyběhli z bezpečných zákopů a hned na sebe upoutali pozornost. Od fašistických pozic je dělilo 80–100 m. Všichni až na jednoho padli. Akce však byla úspěšná, polský i americký prapor byly zachráněny. | “ |

Hrdinná smrt celé skupiny si získala obdiv jak mezi ostatními jednotkami interbrigád, tak doma v Československu. Dne 14. září 1946 se Leopold Pokorný dočkal pamětní desky na třebíčském Dělnickém domě. Jeho jméno po válce získala jedna ze dvou hlavních ulic v třebíčské židovské čtvrti, bývalá ulice Dolní, a nese je dodnes.
V roce 2017 vyšla kniha Stanislava Motla s názvem Peklo pod španělským nebem, ta se věnuje osudům španělských interbrigadistů z českých zemí. Mimo jiné i Leopolda Pokorného.